# Matsbytstjärnen
Matsbytstjärnen är en sjö i Åre kommun i Jämtland och ingår i Indalsälvens huvudavrinningsområde. Sjön har en area på 0,0298 kvadratkilometer och ligger 766,7 meter över havet. Sjön avvattnas av vattendraget Acksjöån.

## Delavrinningsområde
Matsbytstjärnen ingår i det delavrinningsområde (700311-138480) som SMHI kallar för Ovan 700263-138521. Medelhöjden är 770 meter över havet och ytan är 0,86 kvadratkilometer. Det finns ett avrinningsområde uppströms, och räknas det in blir den ackumulerade arean 5,78 kvadratkilometer. Acksjöån som avvattnar avrinningsområdet har biflödesordning 3, vilket innebär att vattnet flödar genom totalt 3 vattendrag innan det når havet efter 332 kilometer. Avrinningsområdet består mestadels av skog (75 procent). Avrinningsområdet har 0,21 kvadratkilometer vattenytor vilket ger det en sjöprocent på 24,3 procent.